# تيد كونفر
تيد كونفر (بالإنجليزية: Ted Conover)‏ هو صحفي أمريكي، ولد في 17 يناير 1958 في أوكيناوا في اليابان.